# X情人
《X情人》（英語：Unknown Lovers），2016年臺灣偶像劇，2016年10月28日於CHOCO TV上架播出。本劇分成閨密情人、恐怖情人、媽寶情人、外送情人、盲目情人、條件情人等六單元，每單元一集。

## 播出時間

### 網路
| 頻道     | 所在地 | 單元     | 播映日期           | 播出時間 |
| -------- | ------ | -------- | ------------------ | -------- |
| CHOCO TV | 臺灣   | 閨蜜情人 | 2016年10月28日(五) | 18：00   |
| CHOCO TV | 臺灣   | 恐怖情人 | 2016年11月4日(五)  | 18：00   |
| CHOCO TV | 臺灣   | 媽寶情人 | 2016年11月10日(四) | 20：00   |
| CHOCO TV | 臺灣   | 外送情人 | 2016年11月17日(四) | 20：00   |
| CHOCO TV | 臺灣   | 盲目情人 | 2016年11月24日(四) | 20：00   |
| CHOCO TV | 臺灣   | 條件情人 | 2016年12月1日(四)  | 20：00   |

## 演員列表

### 閨密情人 (Besties Lover)
| 演員   | 角色  | 介紹 |
| 林彥君 | 友柔  | 她到底是我的閨蜜還是男友的秘密？他又是我之前所熟悉的他嗎？ 友柔和嘉嘉是從國中就認識的好閨密，因為搬家的關係認識Jerry，也都喜歡Jerry，但因為個性的差異，相對於大方追愛的友柔，嘉嘉選擇禮讓。 |
| 李見騰 | Jerry | 她到底是我的閨蜜還是男友的秘密？他又是我之前所熟悉的他嗎？ 友柔和嘉嘉是從國中就認識的好閨密，因為搬家的關係認識Jerry，也都喜歡Jerry，但因為個性的差異，相對於大方追愛的友柔，嘉嘉選擇禮讓。 |
| 方語昕 | 嘉嘉  | 她到底是我的閨蜜還是男友的秘密？他又是我之前所熟悉的他嗎？ 友柔和嘉嘉是從國中就認識的好閨密，因為搬家的關係認識Jerry，也都喜歡Jerry，但因為個性的差異，相對於大方追愛的友柔，嘉嘉選擇禮讓。 |

### 恐怖情人 (Horror Lover)
| 演員   | 角色   | 介紹 |
| 利晴天 | 方有傑 | 既然我得不到，別人也別想得到 方有傑和張米莉為男女朋友，但方有傑的相處方式過度關心、干涉讓張米莉感覺被監視，壓力很大，決定與他分手。 |
| 文雨非 | 張米莉 | 既然我得不到，別人也別想得到 方有傑和張米莉為男女朋友，但方有傑的相處方式過度關心、干涉讓張米莉感覺被監視，壓力很大，決定與他分手。 |
| 喬言愛 | 小君   | 張米莉的室友。 |
| 朱俊憲 | 小沈   | 方有傑與張米莉的同事 |

### 媽寶情人 (Mommy's Boy Lover)
| 演員   | 角色          | 介紹 |
| 周定緯 | James(簡志安) | 一切都是你媽說！我到底算什麼？ James和Emily為同公司的同事，後成為男女朋友，James因爸爸長期在外出差，故很怕媽媽一個人在家無聊，所有話題也離不開媽媽。 |
| 海裕芬 | Emily         | 一切都是你媽說！我到底算什麼？ James和Emily為同公司的同事，後成為男女朋友，James因爸爸長期在外出差，故很怕媽媽一個人在家無聊，所有話題也離不開媽媽。 |
| 張瓊姿 | 媽媽          | 一切都是你媽說！我到底算什麼？ James和Emily為同公司的同事，後成為男女朋友，James因爸爸長期在外出差，故很怕媽媽一個人在家無聊，所有話題也離不開媽媽。 |
| 王牧語 | Amy           | James、Emily的同事。 |

### 外送情人 (Delivery Lover)
| 演員   | 角色       | 介紹                                                                   |
| 陳珮騏 | 雅玟(ViVi) | 原本真心的對待Alex，卻是被玩玩而已，被傷害之後就決定變成跟他一樣的人。 |
| 楊永維 | 小開       | 以為是真心的被愛，結果是玩玩，無法接受，步上雅玟的後塵。               |
| 孫陽   | Alex       | 把每個女生都當成玩具一樣玩玩，讓雅玟無法接受。                         |

### 盲目情人 (Blind Lover)
| 演員   | 角色   | 介紹                                                          |
| 陽詠存 | Janet  | 為公司組長，吳仁信和Yvon的直屬上司:與Yvon是朋友，吳仁信前女友 |
| 森竣   | 吳仁信 | Yvon男友，Janet前男友                                         |
| 陳映蓁 | Yvon   | 與Janet是上司下屬.兼朋友:喜歡吳仁信，後其為吳仁信女友         |

### 條件情人 (Conditions Lover)
| 演員   | 角色      | 介紹 |
| 李易   | 大偉David | 社會新鮮人婉婷，進入公司後遇到主管David，受到他很多的幫助，比起還是大學生的佑強實在成熟太多... 具備什麼樣條件的他，才是理想情人... 你要的是簡單幸福？還是刺激冒險？ 努力向上並沒有不對！同時適用於愛情 |
| 李京恬 | 賴婉婷    | 社會新鮮人婉婷，進入公司後遇到主管David，受到他很多的幫助，比起還是大學生的佑強實在成熟太多... 具備什麼樣條件的他，才是理想情人... 你要的是簡單幸福？還是刺激冒險？ 努力向上並沒有不對！同時適用於愛情 |
| 柯朋宇 | 郭佑強    | 社會新鮮人婉婷，進入公司後遇到主管David，受到他很多的幫助，比起還是大學生的佑強實在成熟太多... 具備什麼樣條件的他，才是理想情人... 你要的是簡單幸福？還是刺激冒險？ 努力向上並沒有不對！同時適用於愛情 |
| 馬友芯 | Cindy     | 新進的經理，婉婷的直屬上司，公司股東的女兒 |

## 外部連結
- CHOCO TV的Facebook專頁